# 2030
2030 (MMXXX) va fi un an obișnuit din calendarul gregorian, care va începe într-o zi de marți. Va fi cel de-al 2030-lea an de d.Hr., al 30-lea an din mileniul al III-lea și din secolul al XXI-lea precum și primul an al deceniului 2030-2039.

## Evenimente
- 1-17 februarie: Jocurile Olimpice de iarnă din 2030 vor avea loc în Alpii Francezi
- 1 iunie: eclipsă parțială de Soare, vizibilă și de pe teritoriul României
- 13 iunie-21 iulie: Campionatul Mondial de Fotbal din 2030 va avea loc în Spania, Portugalia și Maroc